# Рябов Петро Федорович
Петро́ Фе́дорович Ря́бов (*13 січня 1910, с. Кемля, тепер смт Ічалківського району Мордовії — †25 квітня 2001, м. Саранськ) — мокшанський художник, педагог, засновник національної художньої школи, суспільний діяч.
Заслужений працівник культури Мордовії (1965).

## Життєпис
Народився у мокшансько—російській родині робітників. Навчався у Москві: в студії професійного живопису Ф. І. Рерберга (1928), на курсах Асоціації художників революційної Росії (1928-1930); у Ленінграді в Академії мистецтв (1933-1937).
У 1938 — 1946 служив в армії, був учасником бойових дій на Далекому Сході.

## Освітньо—пропагандистська діяльність
У 1950-60—ті рр. пропагував необхідність вивчення мордовського народного мистецтва, сприяв засвоєнню тих видів мистецтва, що зникають. Стояв біля витоків художньої освіти Мордовії.
За його сприяння в Саранську та республіці відкриті дитячі художні школи, Саранське художнє училище. У 1951-1986 — директор Саранської художньої школи № 1. На її базі створив першу в Росії національну школу—восьмирічку, де за розробленими ним програмами викладаються мордовські традиційні види декоративно-ужиткового мистецтва.

## Характеристика творчості
Працював у царині живописного портрета, натюрморта, тематичної картини, оригінальної графіки.
Для його творчості періоду 1940-1950 рр. характерно звернення до класичних зразків мистецтва голландських майстрів 17 століття.
Пізніше (1960-1990) Рябов створив тематичні полотна, що були основані на мордовській народній творчості, що вирізнялися гіперболізованою декоративністю та монументальними формами.
Картини Рябова експонуються у Мордовському музеї образотворчого мистецтва ім. С. Д. Ерьзя, Мордовському республіканському об'єднаному краєзнавчому музеї.

## Основні твори
- Серія портретів робітників та селян (1930—ті рр.)
- Хлопчик, що пережив блокаду, 1946
- Домашня дичина, 1948
- Колгоспний сторож, 1952
- Родинне нещастя, 1965
- Мати-мокшанка, 1967
- На автобусній зупинці, 1967
- Пустотливі жарти, 1967